# カールステン・ニーブール

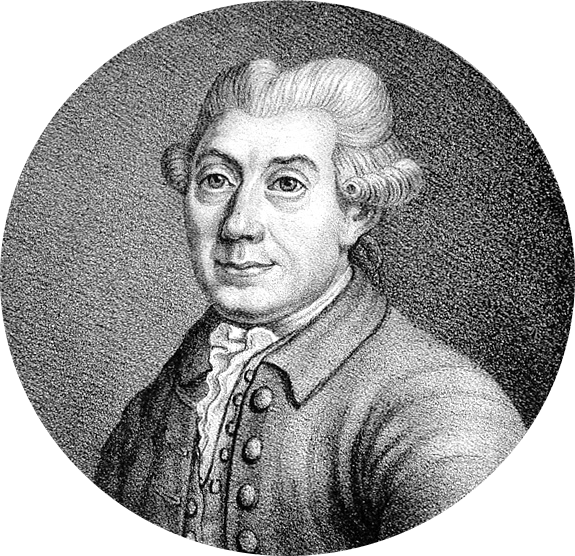
Carsten Niebuhr

カールステン・ニーブール（Carsten Niebuhr または Karsten Niebuhr、1733年3月17日 – 1815年4月26日）は、ドイツの数学者、地図学者、探検家である。デンマーク国王フレデリク5世が後援して博物学者のペール・フォルスコールが率いた6人のアラビア探検隊の唯一の生き残りとなった。

## 経歴
農家の息子として北ドイツのLüdingworth （現在のクックスハーフェン）に生まれた。教育は余り受けず作男として働いた。しかし数学に興味を持ち、20歳頃、測量士としての勉強を始めた。
1757年から1760年にかけてゲッティンゲン大学で数学と天文学を学び、またヨハン・ダーヴィト・ミヒャエリスについてアラビア語を学んだ。ミヒャエリスはデンマークによるアラビア探検の計画者だった。
1760年にフレデリック5世が後援するエジプト、アラビア、シリアの博物学的探検隊の一人に選ばれた。メンバーは博物学者のペール・フォルスコール、言語学者のフレデリク・フォン・ハーヴェン、天文および地理の調査をニーブール、医師としてクリスティアン・カール・クラマー、画家のゲオルク・バウレンファイント、召使のベルクグレンであった。ニーブールは1年半ほど数学やアラビア語を学んで準備した。探検隊は1761年1月にコペンハーゲンを出発し、7月トルコに上陸、コンスタンチノープルからトルコの商船でアレクサンドリアに向い、ナイル川を遡行した。エジプトに逗留した後、スエズに向かいシナイ山の調査を行った。ジッダからモカへ進み付近の調査を行ったが、1762年3月、ハーヴェンがマラリアで病死した。7月にはリーダーのフォルスコールが病死した。残されたメンバーも病におかされていたがイエメンの首都サナアへ向かった。サナアでしばらく逗留した後、モカに帰還した。モカからボンベイの船旅の中で、バウレンファイントとベルクグレンが没し、ボンベイで、クラマーが没したため、ニーブールが探検隊の唯一のメンバーになった。ニーブールは14ヶ月間ボンベイに滞在した。帰途、マスカット、ブーシェフル、シーラーズ、ペルセポリスを調査した。ニーブールがペルセポリスで模写した楔形文字の碑文は、のちに楔形文字を解読する際の鍵になり、アッシリア学の扉を開くことになった。
ニーブールはさらにバビロン（重要なスケッチを残している）、バグダード、モースル、アレッポを訪れた。1764年ごろにベヒストゥン碑文も目にしたようである。キプロス訪問の後、パレスチナを縦断し、トロス山脈を抜けてブルサに出た。1767年2月にコンスタンティノープルに到着、コペンハーゲンに帰還できたのは1767年11月であった。帰国したときにはフレデリック5世はすでに亡くなっており後をついだクリスティアン7世は探検の成果に無関心であった。
1776年にスウェーデン王立科学アカデミーの会員に選ばれた。息子は歴史家のバルトホルト・ゲオルク・ニーブールである。

## 著作
帰国後、報告書の執筆を行った。1772年に「アラビアの記録｣（Beschreibung von Arabien）を出版し、1774年と1778年に『アラビアおよびその周辺地域への旅行記』（Reisebeschreibung von Arabien und anderen umliegenden Ländern）を出版した。とくに1778年のものはペルセポリスで発見した楔形文字碑文の正確な模写を載せており、楔形文字の解読にとくに重要であった。ニーブール以前は、楔形文字は単なる飾りと考えられることも多く、解読はなされていなかった。ニーブールは、碑文が三種類の楔形文字で書かれていることを明らかにし、第一類・第二類・第三類に分けた。このうち第一類（古代ペルシア楔形文字）がアルファベットであることにも気づいていた。また楔形文字が左から右へ読むことも示した。
ニーブールはまた、エジプトのヒエログリフについても正確な模写を提供した。ニーブールはヒエログリフのうち字形の簡単なものはアルファベット式の文字だと言っており、またヒエログリフの解読にコプト語を利用すべきだと考えていた。これは当時としては非常に進んだ考えであった。
報告書の4冊めは、ニーブールの没後の1837年に、娘によって出版された。
ニーブールはこのほかに、アフリカの内陸部やオスマン帝国の政治・軍事の状態などに関する論文を、ドイツの学術雑誌「Deutsches Museum」に発表している。また、フォルスコールの記録を整理して『エジプト-アラビア植物誌』(1775,1776)、バウレンファイントの描いた植物画をまとめて『自然物図集』を出版した。